# Covarianza de remolinos

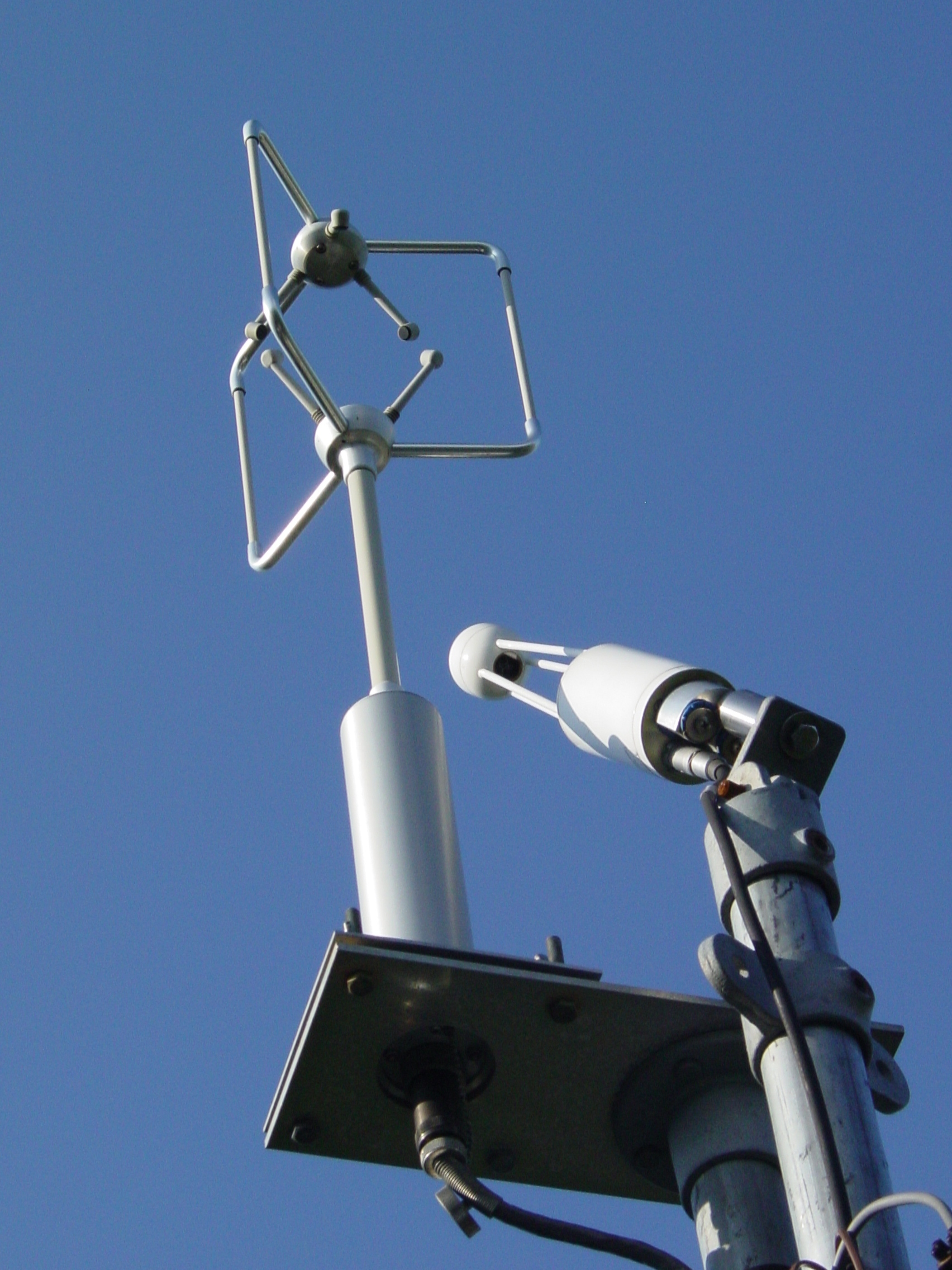
Sistema de covarianza de remolinos compuesto por un anemómetro ultrasónico y un analizador infrarrojo de gases

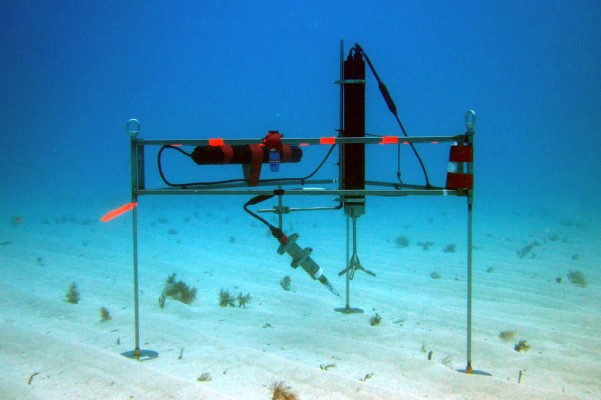
Un instrumento de correlación de remolinos que mide los flujos de oxígeno en ambientes bentónicos

La covarianza de remolinos (también conocida como correlación de remolinos y flujo de remolinos) es una técnica clave de medición atmosférica para cuantificar y calcular flujos turbulentos verticales dentro de las capas límite atmosféricas. El método analiza series de datos atmosféricos sobre vientos de alta frecuencia y valores escalares relativos a los gases implicados y su energía y momento, que permiten conocer los valores de flujo de estas propiedades. Es un método estadístico utilizado en meteorología y otras aplicaciones (como micrometeorología, oceanografía, hidrología, ciencias agrícolas, aplicaciones industriales y regulatorias, u otras) para determinar las tasas de intercambio de gases en ecosistemas naturales y campos de cultivo, y para cuantificar las tasas de emisiones de gases de otras zonas terrestres y acuáticas. Se utiliza frecuentemente para estimar la cantidad de movimiento, el flujo de calor, y los flujos de vapor de agua, dióxido de carbono y metano.
La técnica también se utiliza ampliamente para la verificación y ajuste de los modelos de circulación general, modelos meteorológicos y de mesoescala, modelos biogeoquímicos y ecológicos complejos y estimaciones de teledetección desde satélites y aviones. La técnica es matemáticamente compleja y requiere mucho cuidado al configurar y procesar los datos. En la década de 2020 todavía no existía una terminología uniforme ni una metodología única para la técnica de covarianza de remolinos, pero las redes de medición de flujo estaban llevando a cabo diversas iniciativas (por ejemplo, FluxNet, Ameriflux, ICOS, CarboEurope, Fluxnet Canadá, OzFlux, NEON e iLEAPS) para unificar los distintos enfoques.
La técnica también ha demostrado ser aplicable bajo el agua a la zona béntica para medir los flujos de oxígeno entre el fondo del mar y el agua suprayacente. En estos entornos, la técnica se conoce generalmente como técnica de correlación de remolinos, o simplemente correlación de remolinos. Los flujos de oxígeno se extraen de mediciones sin procesar siguiendo en gran medida los mismos principios que se utilizan en la atmósfera, y normalmente se utilizan como indicador del intercambio de carbono, que es importante para el cálculo de los flujos de carbono locales y globales. Para la mayoría de los ecosistemas bentónicos, la correlación de remolinos es la técnica más precisa para medir los flujos "in situ". El desarrollo de la técnica y sus aplicaciones bajo el agua sigue siendo un área de investigación fructífera.

## Principios generales

### Representación del flujo de aire en la capa límite atmosférica
El flujo de aire se puede imaginar como un flujo horizontal de numerosos remolinos giratorios, es decir, vórtices turbulentos de varios tamaños, teniendo cada remolino componentes horizontales y verticales. La situación parece caótica, pero el movimiento vertical de los componentes se puede medir desde una torre de observación.

### Significado físico
En un punto físico de la torre, en el momento 1, el remolino 1 mueve una porción de aire c1 hacia abajo con una velocidad {\displaystyle w_{1}}. Luego, en el momento 2, el remolino 2 mueve el paquete c2 hacia arriba con una velocidad {\displaystyle w_{2}}. Cada parte tiene concentración de gas, presión, temperatura y humedad. Si se conocen estos factores, junto con la velocidad, se puede determinar el flujo. Por ejemplo, si se supiera cuántas moléculas de agua bajaron con los remolinos en el momento 1 y cuántas moléculas subieron con los remolinos en el momento 2, en el mismo punto, se podría calcular el flujo vertical de agua en este punto durante este tiempo. En consecuencia, el flujo vertical se puede presentar como una covarianza de la velocidad del viento vertical y la concentración del factor objeto de estudio.

### Resumen
El viento considerado en el espacio tridimensional y otras variables (normalmente, la concentración de gas, la temperatura o el momento) se descomponen en promedios y en componentes fluctuantes. La covarianza se calcula entre el componente fluctuante del viento vertical y el componente fluctuante de la concentración de gas. El flujo medido es proporcional a la covarianza.
El área donde se originan los remolinos detectados se describe probabilísticamente y se denomina huella de flujo, que es dinámica en tamaño y forma, cambia con la dirección del viento, la estabilidad térmica y la altura de las mediciones, y tiene un contorno gradual.
El efecto de la separación del sensor, la longitud de muestreo finita, el promedio de la trayectoria sónica, así como otras limitaciones instrumentales, afectan a la respuesta de frecuencia del sistema de medición y pueden necesitar una corrección coespectral, especialmente notable con instrumentos de trayectoria cerrada y a alturas bajas por debajo de 1 a 1,5 m.

## Fundamentos matemáticos
En términos matemáticos, el "flujo de remolinos" se calcula como la covarianza entre la desviación instantánea en la velocidad vertical del viento ({\displaystyle w'}) del valor medio ({\displaystyle {\bar {w}}}) y la desviación instantánea en la concentración de gas, proporción de mezcla ({\displaystyle s'}), de su valor medio ({\displaystyle {\bar {s}}}), multiplicado por la densidad media del aire ({\displaystyle \rho _{a}}). Varias operaciones y suposiciones matemáticas, incluida la descomposición de Reynolds, intervienen para pasar de ecuaciones físicamente completas del flujo turbulento a ecuaciones prácticas para calcular el "flujo de remolinos", como se muestra a continuación.

## Supuestos principales
- Las mediciones en un punto pueden representar un área contra el viento.
- Las mediciones se realizan dentro de la capa límite de interés.
- Fetch/huella de flujo es adecuado: los flujos se miden solo en el área de interés.
- El flujo es completamente turbulento: la mayor parte de la transferencia vertical neta se realiza mediante remolinos.
- El terreno es horizontal y uniforme: la media de las fluctuaciones es cero; las fluctuaciones de densidad son insignificantes; y la convergencia y la divergencia del flujo es insignificante.
- Los instrumentos pueden detectar cambios muy pequeños a alta frecuencia, desde un mínimo de 5 Hz hasta 40 Hz para mediciones realizadas desde torres de observación.

## Software
En 2011 había muchos programas de software para procesar datos de covarianza de remolinos y deducir cantidades de flujo de calor, momento y flujos de gas. Los programas varían significativamente en complejidad, flexibilidad, número de instrumentos y variables permitidos, sistema de ayuda y soporte al usuario. Algunos programas son software de código abierto, mientras que otros son software propietario.
Los ejemplos incluyen software comercial con licencia gratuita para uso no comercial como EddyPro; programas gratuitos de código abierto como ECO2S y / paquete EC; paquetes gratuitos de código cerrado como EdiRe, TK3 , Alteddy y EddySoft.

## Usos
Usos comunes:
- Emisiones de gases de efecto invernadero
- Monitorización de emisiones de dióxido de carbono
- Monitorización de emisiones de metano
- Medición de la pérdida de agua, evapotranspiración
- Eficiencia en el uso instantáneo del agua
- Eficiencia en el uso de radiación instantánea

Usos novedosos:
- Riego de precisión, agricultura de precisión
- Secuestro de carbono y monitorización de captura
- Emisiones de gases de vertedero a la atmósfera
- Emisiones de gases desplazados por fracturación hidráulica a la atmósfera
- Detección y localización de fugas de gas
- Emisiones de metano de regiones de permafrost
- Emisión de compuestos volátiles orgánicos de origen biogénico
- Medición del flujo de intercambio de gases de traza reactivos

## Aplicaciones comunes

### Evapotranspiración
La teledetección es un enfoque para modelar la evapotranspiración utilizando un balance de energía y el flujo de calor latente. La evapotranspiración (ET) es parte del ciclo hidrológico, y las disponer de lecturas precisas de este fenómeno son importantes para ajustar los modelos locales y globales con el fin de gestionar adecuadamente los recursos hídricos. Las tasas de ET son una parte importante de la investigación en campos relacionados con la hidrología, así como para las prácticas agrícolas. MOD16 es un ejemplo de un programa que mide adecuadamente la ET en climas templados.

### Micrometeorología
La micrometeorología centra el estudio del clima en la escala del dosel vegetal específico, nuevamente con aplicaciones en la investigación hidrológica y ecológica. En este contexto, la covarianza de remolinos se puede utilizar para medir el flujo de masa de calor en la capa superficial límite o en la capa límite que rodea el dosel vegetal. Los efectos de las turbulencias pueden, por ejemplo, ser de interés específico para los modeladores climáticos o aquellos que estudian el ecosistema local. La velocidad del viento, la turbulencia y la concentración de masa (calor) son valores que podrían registrarse en una torre de medición de flujo. A través de mediciones relacionadas con la covarianza de remolinos, se pueden calcular empíricamente propiedades como los coeficientes de rugosidad, con aplicaciones al modelado.

### Ecosistemas de humedales
La vegetación de los humedales varía ampliamente, con cambios de origen ecológico en función de las plantas dominantes involucradas en cada caso. La existencia de plantas primarias en los humedales se puede monitorizar utilizando tecnología de covarianza de remolinos junto con la información sobre el suministro de nutrientes mediante el estudio de los flujos netos de CO2 y H2O. Se pueden tomar lecturas de las torres de flujo durante varios años para determinar la eficiencia del uso del agua, entre otras cosas.

### Los gases de efecto invernadero y su efecto en el calentamiento
Los flujos de gases de efecto invernadero procedentes de la vegetación natural y de los campos de cultivo se pueden medir mediante la covarianza de remolinos como se menciona en la sección de micrometeorología anterior. Al medir el estado del flujo turbulento vertical del vapor de H2O, del CO2, del CH4 y del calor, completado con datos de compuestos orgánicos volátiles, se puede inferir su interacción con la cubierta vegetal. A partir de los datos anteriores se puede caracterizar el paisaje en su conjunto. El alto costo operativo, las limitaciones climáticas (algunos equipos son más adecuados para ciertos climas) y las limitaciones técnicas resultantes pueden limitar la precisión de las mediciones.

### Producción de vegetación en ecosistemas terrestres
Los modelos de producción de vegetación requieren observaciones terrestres precisas, en este contexto a partir de la medición del flujo covariante de remolinos. La covarianza de remolinos se utiliza para medir la producción primaria neta y la producción primaria bruta de las poblaciones de plantas. Los avances en la tecnología han permitido fluctuaciones menores que han dado como resultado mediciones de masa de aire y energía en una escala de 100 a 2000 metros. El estudio del ciclo del carbono sobre el crecimiento y la producción de vegetación es de vital importancia tanto para los productores como para los científicos. Con esta información se puede observar el flujo de carbono entre los ecosistemas y la atmósfera, con aplicaciones que van desde el cambio climático hasta los modelos meteorológicos.

## Métodos relacionados

### Acumulación de remolinos

#### Acumulación de remolinos verdadera
La técnica de acumulación de remolinos verdadera se puede utilizar para medir flujos de gases traza para los cuales no hay analizadores lo suficientemente rápidos disponibles, por lo que la técnica de covarianza de remolinos no es adecuada. La idea básica es que las parcelas de aire que se mueven hacia arriba (corrientes ascendentes) y las parcelas de aire que se mueven hacia abajo (corrientes descendentes) se muestrean proporcionalmente a su velocidad en depósitos separados. A continuación se puede utilizar un analizador de gas de respuesta lenta para cuantificar las concentraciones promedio de gases en zonas de corrientes ascendentes y descendentes.

#### Acumulación de remolinos relajada
La principal diferencia entre la técnica de acumulación de remolinos verdadera y la relajada es que esta última toma muestras de aire con un caudal constante que no es proporcional a la velocidad del viento vertical.

## Lecturas relacionadas
- Burba, G., 2022. Eddy Covariance Method for Scientific, Regulatory, and Commercial Applications. LI-COR Biosciences, Lincoln, USA, 702 pp.
- Burba, G., 2013. Eddy Covariance Method for Scientific, Industrial, Agricultural and Regulatory Applications: a Field Book on Measuring Ecosystem Gas Exchange and Areal Emission Rates. Archivado el 31 de marzo de 2016 en Wayback Machine. LI-COR Biosciences, Lincoln, USA, 331 pp.
- Aubinet, M., T. Vesala, D. Papale (Eds.), 2012. Eddy Covariance: A Practical Guide to Measurement and Data Analysis. Springer Atmospheric Sciences, Springer Verlag, 438 pp.
- Foken, T., 2008. Micrometeorology, Springer-Verlag, Berlin, Germany, 308 pp.
- Lee, X., W. Massman, and B. Law, 2004. Handbook of Micrometeorology. Kluwer Academic Publishers, The Netherlands, 250 pp.
- Rosenberg, N. J., B. L. Blad, and S. B. Verma, 1983. Microclimate: The Biological Environment, Wiley-Interscience, 580 pp.